# Torino FC
Torino FC este un club de fotbal din Torino, Italia, care evoluează în Serie A. Clubul a fost fondat în 1906 și și-a petrecut majoritatea anilor în prima ligă italiană. A fost cunoscut ca Associazione Calcio Torino până în 1970, și ca Torino Calcio din 1970 până în 2005.

## Lotul actual
La 26 iulie 2025
| Nr. |                     | Poziție | Jucător                                |
| --- | ------------------- | ------- | -------------------------------------- |
| 1   | Italia              | P       | Alberto Paleari                        |
| 3   | Țările de Jos       | F       | Perr Schuurs                           |
| 5   | Maroc               | F       | Adam Masina                            |
| 8   | Serbia              | M       | Ivan Ilić                              |
| 9   | Paraguay            | A       | Antonio Sanabria                       |
| 10  | Croația             | M       | Nikola Vlašić                          |
| 13  | Chile               | F       | Guillermo Maripán                      |
| 14  | Anglia              | M       | Tino Anjorin (împrumutat de la Empoli) |
| 15  | Georgia             | F       | Saba Sazonov                           |
| 16  | Norvegia            | F       | Marcus Pedersen                        |
| 17  | Italia              | P       | Antonio Donnarumma                     |
| 18  | Scoția              | A       | Ché Adams                              |
| 20  | Austria             | M       | Valentino Lazaro                       |
| 21  | Franța              | F       | Ali Dembélé                            |
| 22  | Italia              | M       | Cesare Casadei                         |
| 23  | Guineea Ecuatorială | F       | Saúl Coco                              |

| Nr. |                   | Poziție | Jucător                                |
| --- | ----------------- | ------- | -------------------------------------- |
| 26  | Belgia            | A       | Cyril Ngonge (împrumutat de la Napoli) |
| 34  | Italia            | F       | Cristiano Biraghi                      |
| 44  | Albania           | F       | Ardian Ismajli                         |
| 61  | Franța            | M       | Adrien Tameze                          |
| 66  | Lituania          | M       | Gvidas Gineitis                        |
| 71  | România           | P       | Mihai Popa                             |
| 72  | Italia            | M       | Aaron Ciammaglichella                  |
| 79  | Cipru             | A       | Zanos Savva                            |
| 80  | Franța            | F       | Côme Bianay Balcot                     |
| 81  | Uruguay           | P       | Franco Israel                          |
| 83  | Republica Moldova | M       | Sergiu Perciun                         |
| 91  | Columbia          | A       | Duván Zapata (căpitan)                 |
| 92  | Suedia            | A       | Alieu Njie                             |
| 95  | Italia            | A       | Alessio Cacciamani                     |
| 99  | Republica Irlanda | F       | Senan Mullen                           |
|     | Turcia            | M       | Emirhan İlkhan                         |

## Numele Clubului
- 1906 - Foot-Ball Club Torino
- 1936 - Associazione Calcio Torino
- 1943 - Torino FIAT
- 1945 - Associazione Calcio Torino
- 1958 - Associazione Calcio Talmone Torino
- 1977 - Torino Calcio
- 2005 - Torino Football Club

## Palmares

### Titluri naționale
| Competiții          | Campioană | Sezoane                                                                            |
| ------------------- | --------- | ---------------------------------------------------------------------------------- |
| Serie A             | 7         | 1928, 1943, 1946, 1947, 1948, 1949, 1976                                           |
| Coppa Italia        | 5         | 1936, 1943, 1968, 1971, 1993                                                       |
| Supercoppa Italiana | Finalistă | 1993                                                                               |
| Serie B             | 3         | 1960, 1990, 2001                                                                   |
| Coppa Palla Dapples | 5         | 27 decembrie 1908, 3 ianuarie 1909, 21 martie 1909, 28 martie 1909, 4 aprilie 1909 |

- Note: FC Torino  a căștigat campionatul Italiei în anul 1927.[3] Însă Scudetto a fost revocat de FIGC din cauza  Caso Allemandi la 3 noiembrie 1927.[4]
- Referințe:[5][6][7][8]

### Internațional
| Competiții                            | Campioană | Sezoane | Finalistă | Sezoane |
| ------------------------------------- | --------- | ------- | --------- | ------- |
| Memorial Pier Cesare Baretti          | 1         | 1990    | 1         | 1993    |
| Cupa Mitropa                          | 1         | 1991    |           |         |
| Cupa UEFA                             |           |         | 1         | 1992    |
| Torneo Internazionale Stampa Sportiva |           |         | 1         | 1908    |
| Anglo-Italian Cup                     |           |         | 1         | 1971    |
| Amsterdam Tournament                  |           |         | 1         | 1987    |
| Torneo Interfederale Coppa Torino     |           |         | 1         | 1910    |

- Referințe:[9][10][11][12][13]

## Fotbaliști notabili
| - Jocelyn Angloma - Émile Bongiorni - Antoine Bonifaci - Pasquale Bruno - Walter Casagrande - Luciano Castellini - Paul Codrea - Néstor Combin - Roberto Cravero - Jean-Pierre Cyprien - Giuseppe Dossena - Iosif Fabian - Giorgio Ferrini - Enzo Francescoli - Francesco Graziani - Júnior - Denis Law - Cesare Maldini - Valentino Mazzola | - Gigi Meroni - Müller - Eraldo Pecci - Abedi Pelé - Giorgio Puia - Paolino Pulici - Álvaro Recoba - Fabio Quagliarella - Felice Romano - Claudio Sala - Walter Schachner - Enzo Scifo - Andrea Silenzi - Haris Škoro - Hakan Șükür - Rafael Martín Vázquez - Johan Walem - Blerim Džemaili - Renato Zaccarelli |